# Автопортрет (Шевченко, зима 1840—1841)
Автопортрет Тараса Шевченка, виконаний ним взимку 1840—1841 років у Санкт-Петербурзі. Полотно (овал), олія. Розмір 43 × 35.
Про створення цього твору згадує товариш Шевченка по Академії мистецтв Ф. П. Пономарьов:

«Я был с Шевченко самый близкий друг. В конце 1830-х и в начале 1840-х годов мы были неразлучны почти ежедневно. Он жил на Острову, в 5-й линии, дом Аренста, а я в Академии художеств, где имел мастерскую, данную мне за успехи в рисовании и лепке. Эта мастерская (бывшая старая церковная ризница) состояла из одной комнаты с антресолями. На этих антресолях мой бедный Тарас помещался во время тяжкой своей болезни, поглощавшей наши скудные средства. В это самое время он написал с себя масляными красками портрет: …и подаренный мне торс св. Себастиана с натуры, в классах Академии. Рядом с моею мастерской находилась мастерская художника Петра Степановича Петровского, работавшего над программою «Агарь в пустыне».

Згадка Пономарьова про те, що одночасно з працею Шевченка над автопортретом і «Себастьяном» художник Петровський працював над програмою «Агарь в пустыне», дає підставу для датування цих двох творів Шевченка, оскільки Петровський працював над згаданою програмою протягом зими 1840 — 1841 років і в кінці квітня вона була представлена на розгляд Товариства заохочування художників в Петербурзі.
Картина зберігається в Національному музеї Тараса Шевченка. Попередні місця збереження: збірка О. О. Бахрушина, Державний історичний музей (Москва), Галерея картин Т. Г. Шевченка (Харків), Центральний музей Т. Г. Шевченка (Київ).
1939 року експонувався на Республіканській ювілейній шевченківській виставці в Києві; 1951 року — на виставці образотворчого мистецтва Української РСР у Москві.